# Euphaedra (Euphaedrana) francina
Euphaedra (Euphaedrana) francina es una especie de  Lepidoptera, de la familia Nymphalidae,  subfamilia Limenitidinae, tribu Adoliadini, pertenece al género Euphaedra, subgénero (Euphaedrana).

## Subespecies
- Euphaedra (Euphaedrana) francina francina
- Euphaedra (Euphaedrana) francina exuberans (Collins & Larsen, 2005)

## Localización
Esta especie de Lepidoptera se encuentra localizada en Sierra Leona, Liberia y Costa de Marfil (África). 